# 克莱里
克莱里（法語：Cléry，法語發音：[kleʁi]）是法国萨瓦省的一个市镇，属于阿尔贝维尔区。

## 地理
克莱里（45°38'39"N, 6°17'35"E）面积10.9 平方千米，位于法国奥弗涅-罗讷-阿尔卑斯大区萨瓦省，该省份为法国东部省份，历史上为薩伏依的一部分，北起上萨瓦省，西接伊泽尔省和安省，南部和东部与上阿尔卑斯省和意大利接壤。
与克莱里接壤的市镇（或旧市镇、城区）包括：埃科勒、弗龙特内克斯、雅尔西、蒙塔约尔、韦朗斯阿尔韦。

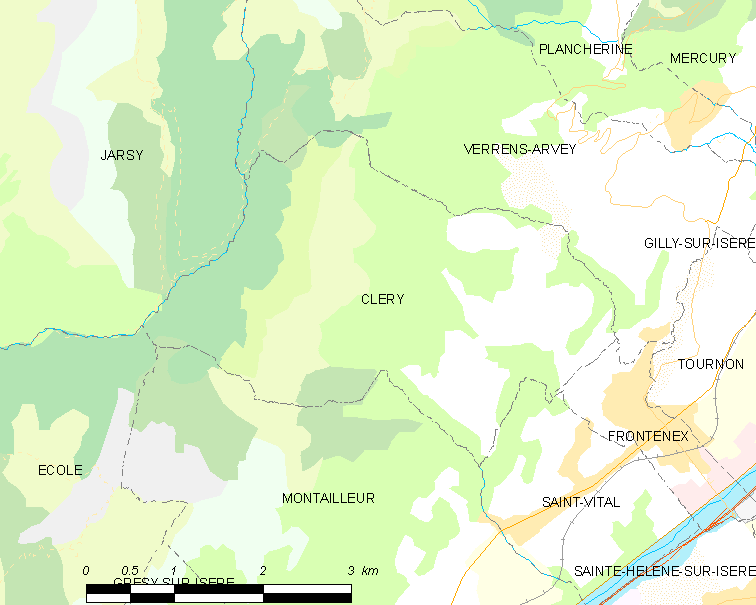
克莱里的OSM定位图

克莱里的时区为UTC+01:00、UTC+02:00（夏令时）。

## 行政
克莱里的邮政编码为73460，INSEE市镇编码为73086。

## 政治
克莱里所属的省级选区为阿尔贝维尔第二县。

## 人口

1962-2008年间克莱里人口变化图示

克莱里于2022年1月1日时的人口数量为374人。